# Goephanes ochreosticticus
Goephanes ochreosticticus là một loài bọ cánh cứng trong họ Cerambycidae.